# جورج راينور
جورج راينور (بالإنجليزية: George Raynor)‏ (مواليد 13 يناير 1907) هو لاعب كرة قدم.

## روابط خارجية
- جورج راينور على موقع قاعدة بيانات كرة القدم.إي يو (الإنجليزية)
- جورج راينور على موقع عالم كرة القدم.نت (الإنجليزية)
- جورج راينور على موقع أوليمبيديا (الإنجليزية)